# Drepanosticta carmichaeli
Drepanosticta carmichaeli är en trollsländeart som först beskrevs av Harry Hyde Laidlaw, Jr. 1915.  Drepanosticta carmichaeli ingår i släktet Drepanosticta och familjen Platystictidae. IUCN kategoriserar arten globalt som livskraftig. Inga underarter finns listade i Catalogue of Life.